# Росен Кирилов
Росен Йорданов Кирилов е български футболист. Роден е на 4 януари 1973 г. във Видин и играе като централен защитник. Първия си мач за националния отбор на България играе през 1995 г. срещу Узбекистан, но чак през 1998 г. се налага в националния отбор.

## Кариера
Започва състезателната си кариера в Бдин (Видин), но отива да играе в ЦСКА през 1991 г. Помага на отбора си да спечели първенството през 1992 г. и Купата на България през 1993 г., но след това е даден под наем на Спартак Плевен през 1994 г. След две години попада във втора дивизия и първодивизионният отбор на Ловеч го купува малко преди също да изпадне в Б група. През 1997 „Ловеч“ е поет от петролния бизнесмен Гриша Ганчев и прекръстен на Литекс. Още същият сезон отборът, заедно с неизменния титуляр Кирилов, се завръща в елитната дивизия.
С Литекс Кирилов печели две титли, през 1998 и 1999 г., като през 1998 дори е обявен за най-добрия централен защитник в бълграското първенство, заедно със съотборника си Златомир Загорчич. През лятото е включен в състава на националния отбор за Световното първенство във Франция, където обаче не записва нито една минута на терена. 1999 отива да играе в турския отбор Аданаспор. След два сезона и 48 мача за Аданаспор, той се завръща през 2001 г. в Литекс, слагайки капитанската лента, овакантена от напусналия Стефан Колев. Състезава се за румънския Васлуй.
От 1999 година Кирилов е твърд титуляр в отбраната на националната гарнитура на България.
Участник е на европейското първенство по футбол през 2004 г.